# Archanara brunneoochrascens
Archanara brunneoochrascens är en fjärilsart som beskrevs av Embrik Strand 1921. Archanara brunneoochrascens ingår i släktet Archanara och familjen nattflyn. Inga underarter finns listade i Catalogue of Life.